# Sant Honorat (pastisseria)
El pastís de sant Honorat porta el nom del patró dels forners: Sant Honorat.
El fons de pasta pasta de full o brisa o sablé es guarneix amb pasta choux abans la cocció. A continuació, es recobreix de crema pastissera i el seu voltant de petits profiterols farcits sempre amb aquesta mateixa crema i coberts de caramel per sobre. El pastís s'acaba omplint-ne el centre d'una crema chiboust (crema pastissera amb merenga i gelatina). Aquesta crema s'hi disposa amb una boca per a màniga pastissera del mateix nom, Sant Honorat.